# Sedlo (rozhledna)
Rozhledna Sedlo je dřevěná turistická vyhlídková věž na vrcholu hory Sedlo (905 m), která se nachází nad vsí Albrechtice u Sušice na severozápadě Šumavského podhůří. Rozhledna byla otevřena 13. prosince 2009.

## Historie
Dříve na vrcholu existovala vojenská pozorovací věž postavená za druhé světové války. Na přelomu 50. a 60. let ztratila svůj význam, byla opuštěna, postupně zchátrala a zřítila se. Myšlenky na výstavbu rozhledny se začaly realizovat zejména díky aktivitě Sdružení pro obnovu rozhledny na Sedle.
Před výstavbou byl na místě proveden archeologický průzkum.
Rozhledna byla vybudována v druhé polovině roku 2009, dokončena byla podle plánu 30. listopadu a 13. prosince otevřena veřejnosti.
Od počátku roku 2016 byla činnost sdružení pro obnovu ukončena a rozhlednu začalo spravovat město Sušice.

## Popis
Rozhledna má sedmiúhelníkový půdorys s poloměrem opsané kružnice na nejnižším podlaží 3,9 m, směrem nahoru se tento poloměr zmenšuje. Vyhlídková plošina se nachází ve výšce 23,75 m. Celková výška rozhledny je 27,75 m, zakončena je střechou ve tvaru broušeného diamantu. Dřevěná nosná konstrukce je opláštěna prkny. Na stavbu bylo spotřebováno 50 m³ řeziva a 10 t oceli.
Náklady na zbudování činily přibližně 6,5 milionu korun. Stavba byla financována z mnoha zdrojů, včetně veřejné sbírky (bylo například možné zakoupit jednotlivé schody, kupci jsou na „svých“ schodech za odměnu uvedeni).

## Výhled
Z ochozu rozhledny se otevírá výhled na šumavské vrcholy Velký Javor, Roklan, Pancíř, Špičák, Poledník, Ždánidla, Huťská hora, Javorník. Dále je možné spatřit i vrcholky Českého lesa s nejvyšším Čerchovem, Pošumaví (Svatobor s rozhlednou nad Sušicí, Kašperk, Mouřenec, Rabí, Strakonicko – je možné zahlédnout i komín strakonické teplárny), Brdy a Písecké hory, chladicí věže Temelína.